# تيبرينون
تيبرينون (Teprenone)

## الاستطباب
- علاج القرحة الهضمية.
- علاج التهاب المعدة.

## الجرعة
150 ملغ/ يوم، أو 50 ملغ ثلاث مرات/يوم.